# Jezdectví

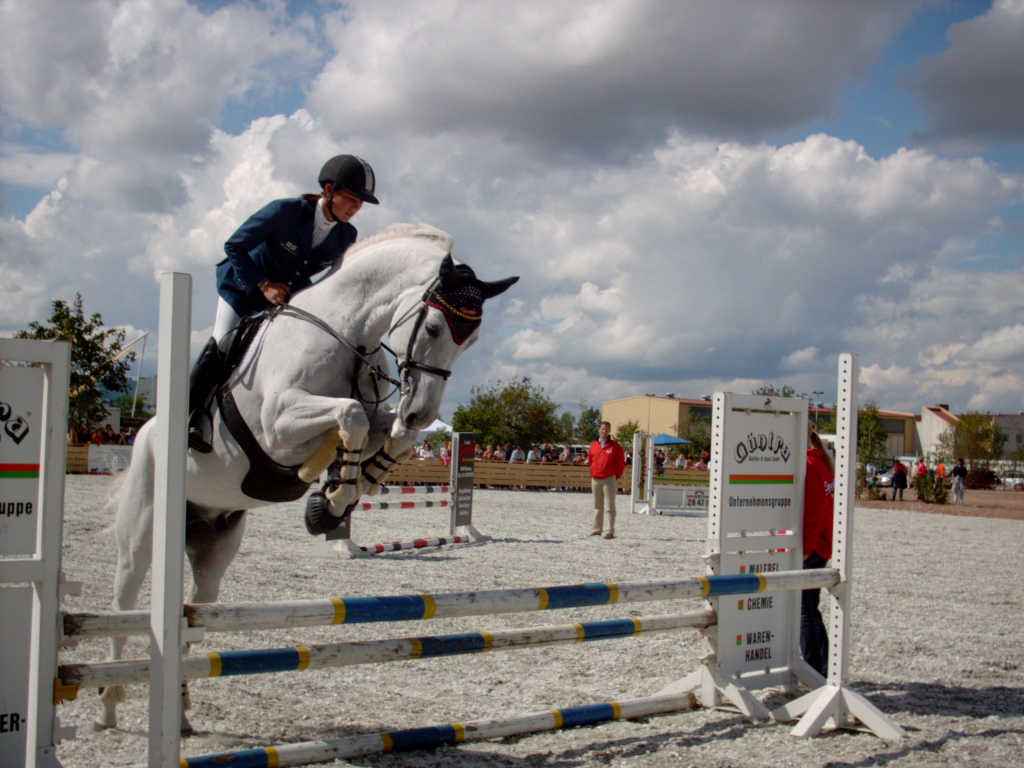
Ukázkový skok na běloušovi

Jezdectví je činnost spočívající v jízdě na zvířeti, zejména na koni, zpravidla v sedle. Jedná se o tradiční způsob dopravy, jezdecké oddíly bývaly využívány v boji a souběžně se rozvíjelo jezdectví (jezdecký sport) jako sportovní odvětví. Je-li kůň zapřažen do vozu, jedná se o vozatajství. Z jezdectví se někdy zvlášť vyčleňují dostihy, respektive se tomu říká dostihový sport.
Jezdectví obsahuje celou řadu závodních disciplín, způsob ježdění se dělí na „anglické ježdění“, „westernové ježdění“ a ostatní. Každý jezdecký styl má trochu jiné požadavky na způsob ovládání koně, způsob pohybu koně, používají se jiná sedla i uzdění. Přesto lze říci, že hlavní jezdecké disciplíny jsou drezura, parkur, dostihy, western a všestrannost.

## Historie
Lidé jezdí na koni přes 4000 let. Jezdecké školy se vyvinuly během středověku ve vznikajících jízdárnách po Evropě. Navázaly na v knihách uložené poznatky řeckého vojevůdce Xenofonta (žil 430–353 př. n. l.). Středověcí rytíři potřebovali vycvičené koně ovládané jednou rukou či nohama, protože v druhé ruce drželi meč. Koně se nesměli zaleknout válečné vřavy, dokonce se podíleli na boji naučeným vzpínáním a kopáním. To je učila např. Španělská jezdecká škola. Později se jezdecké umění netýkalo přípravy koní a jezdců na válku, stalo se sportovním odvětvím. Jezdecké školy pak vyučovaly sedm prvků výskoků – figur (Airs), např. levada, courbette, capriole.

## Jezdectví v Česku
Počátek jezdeckého sportu je v České republice datován od založení jezdeckého spolku pražského Sokola v roce 1891. Hlavním přínosem jezdeckého spolku Sokola bylo zavedení jednotné tréninkové metodiky. Značný vliv na v té době formující se českou jezdeckou školu měla Armádní jezdecká škola a výcvikové středisko v Hodoníně.
Dvacátá léta 20. století sebou přinesla vznik Československé jezdecké společnosti, která zaštítila mnoho závodů na území Československa od roku 1923 dokonce se zahraniční účastí. Tento spolek se pak v roce 1927 stal členem Mezinárodní jezdecké federace FEI.
I z pohledu závodního patří dvacátá a třicátá léta 20. století k těm nejvydařenějším, neboť přinesla mnoho úspěchů našim zahraničním reprezentantům, a to převážně armádním jezdcům. Ti se v letech 1924, 1928 a 1936 zúčastnili olympijských her. V roce 1924 se náš reprezentant Thiele umístil na 5. místě v drezuře. V roce 1928 zvítězil kapitán Ventura ve skocích a v drezuře si náš tým sáhl opět na 5. místo. Naposledy v roce 1936 získal československý tým opět páté místo, nyní však ve všestrannosti. Z této doby je nutné zmínit známá jména, jakými jsou Býček, Dobeš, Seyfried, Statečný, Popler a Ventura. Jejich nositelé se zúčastnili téměř čtyřiceti zahraničních soutěží a to především v Německu ale i na americkém kontinentě.

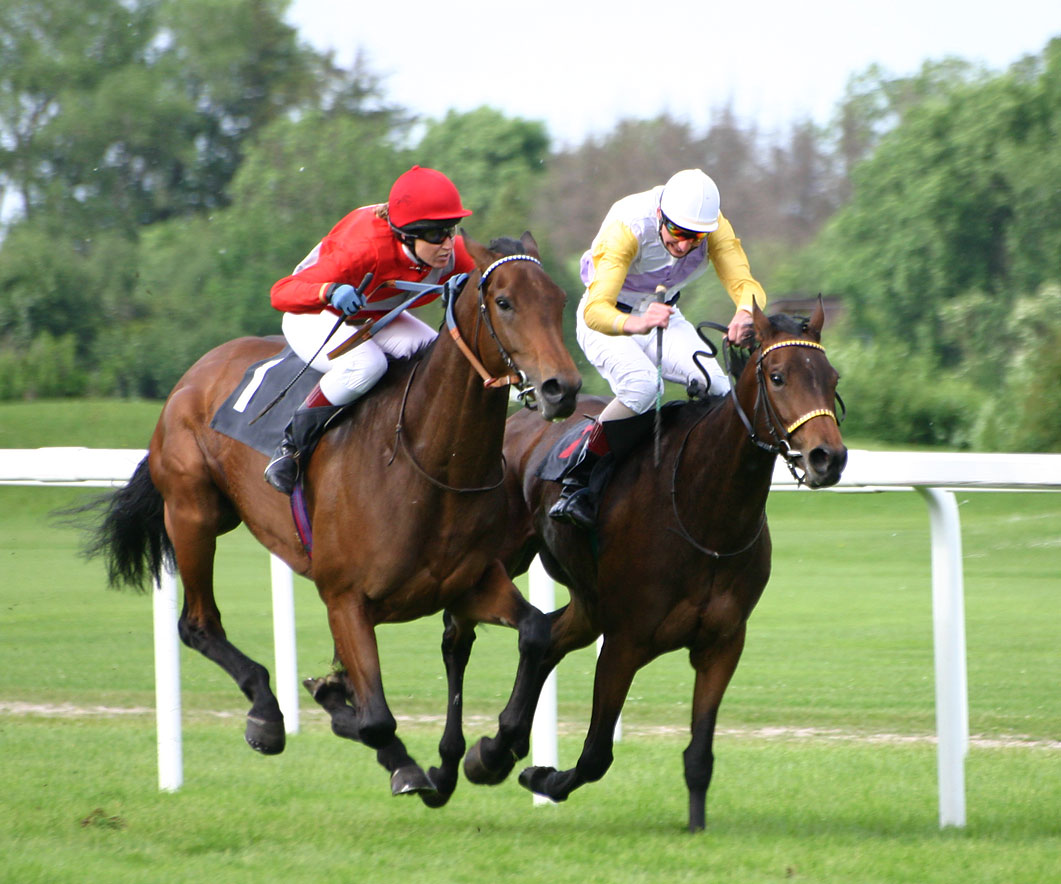
dostihový sport – zvláštní sportovní odvětví

### Disciplíny
- parkurové skákání – cílem je bezchybné překonání všech překážek v co nejkratším čase
- drezura – cílem je co nejhezčí předvedení předepsaných cviků
- jezdecká všestrannost – kombinace drezury, parkuru a terénní jízdy
- skok mohutnosti – zvláštní doplňková parkurová disciplína (skok přes jednu jedinou překážku do výšky)
- vytrvalost (endurance) – dálkové jízdy
- voltiž – gymnastika na neosedlaném koni (což je také artistická disciplína)
- western – je jízda na koni, při které se uplatňují zkušenosti z práce kovbojů
- oblíbené jsou parforsní hony (zvlášť v Británii) a Hubertovy jízdy

## Zajímavosti
- Jezdectví je jediný olympijský sport, kterého se aktivně zúčastňují společně s lidmi zvířata, respektive koně.
- Jde také o jeden z mála sportů, který obvykle nemá oddělené mužské a ženské soutěže, muži závodí společně se ženami, hřebci a valaši pak společně s klisnami.